# Tigers de Boston
Les Tigers de Boston sont une franchise de hockey sur glace qui évoluait dans la Canadian-American Hockey League.

## Histoire
Les Tigers sont en compagnie des Eagles de New Haven, des Reds de Providence, des Castors de Québec et des Indians de Springfield, une des cinq équipes originales qui voient la création de la Can-Am en 1926. Lors de la première saison, l'équipe entraînée par Eddie Powers et qui compte dans ses rangs Dit Clapper termine à la quatrième place et ne se qualifie pas pour les séries. La saison suivante, elle termine à la deuxième place du championnat mais est éliminée par les Castors de Québec lors du premier tour des séries.
En 1929, les Tigers remportent la saison régulière puis battent les Reds de Providence en finale pour s'adjuger leur premier trophée.
En 1930, ils prennent la troisième place de la saison régulière et éliminent les Arrows de Philadelphie lors du premier tour mais les Reds de Providence prennent leur revanche de la saison précédente et remportent le titre en les dominant trois matchs à zéro et quinze buts marqués contre seulement quatre pour les Tigers. À nouveau troisièmes en 1931, l'équipe qui a été renommée Cubs de Boston rencontre les Reds au cours de la première et gagne par un but d'écart sur l'ensemble des deux matchs. Opposée aux Indians de Springfield en finale, elle perd encore une fois en finale après sept rencontres serrées.
En 1932, emmenés par Deed Klein qui termine meilleur pointeur et meilleur buteur de la saison régulière, les Cubs finissent à la deuxième place derrière les Reds qu'ils retrouvent à nouveau en finale après avoir écarté les Eagles de New Haven au premier tour. Ils sont battus 3 matchs à 0 par Providence qui remporte son deuxième titre.
Buck Boucher, qui a terminé sa carrière professionnelle l'année précédente avec les Cubs, remplace Eddie Powers à la tête de l'équipe qui termine à la troisième place de la saison en 1933. Ils battent les Reds de Providence au premier tour puis gagnent le deuxième titre de leur histoire en battant les Arrows de Philadelphie 3 matchs à 2.
Devenus les Tiger Cubs de Boston en 1933, ils perdent encore une fois en finale contre les Reds après avoir terminé la saison régulière deuxièmes derrière ceux-ci. Ils prennent leur revanche l'année suivante en remportant leur troisième titre après avoir dominé la saison régulière.
En 1936, ils prennent le quatrième nom de leur histoire et deviennent les Bruin Cubs de Boston. Ils ne terminent qu'à la quatrième place de la ligue et ne se qualifient pas pour les séries pour la première fois depuis leur première saison en 1926.
La franchise disparaît en 1936 lorsque la Can-Am fusionne avec la Ligue internationale de hockey pour donner naissance à l'International-American Hockey League. Durant toute son histoire, elle a servi de club-école pour les Bruins de Boston de la Ligue nationale de hockey.

## Statistiques
| No | Saison    | PJ | V  | D  | N | BP  | BC  | Pts | Classement | Séries éliminatoires |
| -- | --------- | -- | -- | -- | - | --- | --- | --- | ---------- | -------------------- |
| 1  | 1926-1927 | 32 | 14 | 15 | 3 | 48  | 46  | 31  | Quatrièmes | Non qualifiés        |
| 2  | 1927-1928 | 40 | 21 | 14 | 5 | 80  | 71  | 47  | Deuxièmes  | Éliminés au 1er tour |
| 3  | 1928-1929 | 40 | 21 | 11 | 8 | 72  | 56  | 50  | Premiers   | Vainqueurs           |
| 4  | 1929-1930 | 40 | 17 | 18 | 5 | 136 | 126 | 39  | Troisièmes | Finalistes           |
| 5  | 1930-1931 | 40 | 14 | 22 | 4 | 96  | 114 | 32  | Troisièmes | Finalistes           |
| 6  | 1931-1932 | 40 | 21 | 16 | 3 | 116 | 108 | 45  | Deuxièmes  | Finalistes           |
| 7  | 1932-1933 | 48 | 21 | 18 | 9 | 136 | 119 | 51  | Deuxièmes  | Vainqueurs           |
| 8  | 1933-1934 | 40 | 18 | 16 | 6 | 112 | 104 | 42  | Deuxièmes  | Finalistes           |
| 9  | 1934-1935 | 48 | 29 | 13 | 6 | 185 | 125 | 64  | Premiers   | Vainqueurs           |
| 10 | 1935-1936 | 47 | 20 | 23 | 4 | 128 | 127 | 44  | Quatrièmes | Non qualifiés        |

## Entraîneurs
- Eddie Powers (1926-1932)
- Buck Boucher (1932-1933)
- Joe Gilmore (1933-1935)
- Lionel Hitchman (1935-1936)